# National Football League (Fidżi)
National Football League – piłkarskie rozgrywki ligowe na najwyższym szczeblu na Fidżi. Ligę założono w 1977 roku. Najwięcej mistrzostw zdobyła drużyna Ba FC. Od sezonu 2021 rozgrywki noszą nazwę Digicel Premier League, od sponsora, którym jest firma Digicel.

## Historia
National Football League założono w 1977 roku. Pierwszym jej mistrzem została drużyna Ba FC. Klub sięgał również najwięcej razy po mistrzostwo Fidżi. W 2016 roku ligę zaczęło sponsorować Vodafone, w związku z czym zmieniła ona nazwę na Vodafone Premier League. W marcu 2021 roku Fidżyjska Federacja Piłki Nożnej podpisała kontrakt sponsorski z firmą Digicel opiewający na 2,85 mln $ na następne 3 lata.

## Kluby ligi w sezonie 2025
| Uczestnicy poprzedniej edycji                                                                                 | Uczestnicy poprzedniej edycji | Uczestnicy poprzedniej edycji | Uczestnicy poprzedniej edycji |
| --- | ----------------------------- | ----------------------------- | ----------------------------- |
| REW | Rewa FC                       | Nausori                       | 1                             |
| LAB | Labasa FC                     | Labasa                        | 2                             |
| LAU | Lautoka FC                    | Lautoka                       | 3                             |
| NAV | Navua FC                      | Navua                         | 4                             |
| BA | Ba FC                         | Ba                            | 5                             |
| NAD | Nadi FC                       | Nadi                          | 6                             |
| SUV | Suva FC                       | Suva                          | 7                             |
| NDR | Nadroga FC                    | Sigatoka                      | 8                             |
| NAS | Nasinu FC                     | Nasinu                        | 9                             |
| Spadek z National Football League 2024                                                                        |                               |                               |                               |
| TAI | Tailevu Naitasiri FC          | Nausori                       | 10                            |
| Awans z Senior League 2024                                                                                    |                               |                               |                               |
| TAV | Tavua FC                      | Tavua                         | 1                             |
| Oznaczenia: - kolumna pierwsza – skróty nazw drużyn, - kolumna trzecia – miejsce zajęte w poprzednim sezonie. |                               |                               |                               |

## Statystyka

### Tabela medalowa
Mistrzostwo Fidżi zostało do tej pory zdobyte przez 7 różnych drużyn.
Stan po sezonie 2024.
| Klub       | Liczba tytułów |
| ---------- | -------------- |
| Ba FC      | 21             |
| Nadi FC    | 9              |
| Lautoka FC | 7              |
| Suva FC    | 4              |
| Nadroga FC | 3              |
| Labasa FC  | 2              |
| Rewa FC    | 2              |